# 피치 알론소
앙헬 "피치" 알론소 에레라(스페인어: Àngel "Pichi" Alonso Herrera, 1954년 12월 17일, 발렌시아 주 베니카를로 ~)는 스페인의 전직 축구 스트라이커이자 감독이다.
골 결정력이 뛰어난 선수로, 피치치 입상 경력이 없지만, 바르셀로나의 주요 양 구단 소속으로 많은 득점을 거두었다. 그는 11시즌동안 라 리가 경기에 총 261번 출전해 107골을 기록했다고, 바르셀로나 소속으로는 4번의 주요 대회 우승을 거두었다.

## 선수 경력
발렌시아 주 카스테욘 도의 베니카를로 출신인 알론소는 1975년에 인근의 세군다 디비시온 구단 카스테욘에서 프로 무대 신고식을 치렀다. 그는 2년 후 사라고사로 이적해 매년 33번의 라 리가 경기에 출전했고, 매년 최소 15골을 득점했다. 사라고사 1년차에 그는 에스파뇰에 8-1 대승을 거두는 상황에서 5골을 집어넣었다.
1982-83 시즌을 앞두고, 알론소는 바르셀로나로 이적해 1년차에 주전으로 기용되었지만, 스코틀랜드인 스티브 아치볼드의 영입으로 입지가 줄어들었고, 주전 지위를 회복하지 못했다. 그에도 불구하고, 그는 IFK와의 1986년 유러피언컵 준결승전에서 3골을 기록해 카탈루냐 연고 구단이 세비야에서 열린 스테아우아 부쿠레슈티와의 유러피언컵 결승 진출에 일조했고, 그는 결승전에서 연장전에 교체 투입되었고, 승부차기 끝에 패했다. 그는 승부차기에서 4명의 주자들 중 3번째 주자로 나섰지만, 상대 골키퍼 헬무트 두카담에게 막혔다.
알론소는 바르사(Barça)의 이웃 에스파뇰 소속으로 골 결정력이 건재함을 과시했는데, 1년차에 리그를 3위로 마감했고 본인은 17골을 기록했다. 1987-88 시즌, 에스파뇰은 UEFA컵 결승전에 올랐지만, 이번에는 레버쿠젠을 상대로 승부차기 끝에 패했다. 이듬해, 그는 35세로 현역에서 은퇴했고, 그 때까지 스페인 국가대표팀 경기에 3번 출전했는데, 첫 경기는 1978년 12월 21일에 0-1로 패한 로마에서의 이탈리아 친선경기였다.

## 감독 경력
알론소는 마요르카에서 전 바르셀로나 동료였던 빅토르 무뇨스를 수석 코치로 보좌하면서 감독일을 시작했다. 그는 이후 수 년간 카탈루냐 주 대표팀을 지도했고, 같은 시기 카탈루냐 텔레비전에서 평론가로도 활동했다.
2006년, 알론소는 우크라이나의 메탈루르흐 도네츠크를 잠깐 지도했다.

## 수상
사라고사
- 세군다 디비시온: 1977–78[15]

바르셀로나
- 라 리가: 1984–85[16]
- 코파 델 레이: 1982–83[16]
- 수페르코파 데 에스파냐: 1983[16]
- 코파 데 라 리가: 1983
- 유러피언컵 준우승: 1985–86[6]

에스파뇰
- UEFA컵: 1987–88[8]